# 아메리카 방문객
"아메리카 방문객"(Visitors In America)은 한국에서 제작된 이두용 감독의 1976년 액션 영화이다. 정준 등이 주연으로 출연하였고 곽정환 등이 제작에 참여하였다.

## 출연

### 주연
- 정준
- 데보라 더치
- 데비 테보라

### 조연
- 배수천
- 김문주
- 황정리
- 쇼 코스기

## 기타
- 각색: 이두용
- 제작부장: 주채홍
- 제작부장: 김광일
- 제작부장: 윤석산
- 촬영부: 김안홍
- 촬영부: 강대용
- 조명: 김동포
- 조감독: 이현진
- 조감독: 유응렬
- 음향: 윤덕영
- 사운드: 유창극